# Ronnie Foster
Ronnie Foster (Buffalo (New York), 12 mei 1950) is een Amerikaanse funk- en souljazz-organist, -pianist en keyboardspeler, alsook platenproducer.
Foster nam als leider in de jaren zeventig een reeks albums voor Blue Note op, die een cultstatus hebben gekregen bij acid-jazz-liefhebbers. Als sideman heeft hij gespeeld en/of opgenomen met talloze musici, onder wie George Benson, Grant Green, Donny Hathaway, Dee Dee Bridgewater, Roberta Flack, Lalo Schifrin, Stanley Clarke, Flora Purim, Ronnie Laws, Chaka Khan, Earl Klugh, Stanley Turrentine, Chet Atkins, Djavan, Lee Ritenour en Will Downing. 

## Discografie (selectie)
- The Two Headed Freap, Blue Note, 1972 ('albumpick' Allmusic)
- Sweet Revival, Blue Note, 1972
- Live at Montreux, Blue Note, 1973
- Cheshire Cat, Blue Note, 1975
- On the Avenue, Blue Note, 1975
- Love Satellite, Columbia, 1978

## Referentie
- Biografie op Allmusic

- Bibsys: 2011648
- Biblioteca Nacional de España: XX5449504
- Bibliothèque nationale de France: cb13938222j (data)
- Gemeinsame Normdatei: 134376064
- International Standard Name Identifier: 0000 0001 1492 435X
- Library of Congress Control Number: n93044390
- MusicBrainz: 626faf7d-9da5-4c90-afa5-ccebdc6316b2
- Nationale Bibliotheek van Tsjechië: xx0072618
- Nationale Bibliotheek van Israël: 987007368851205171
- Réseau des bibliothèques de Suisse occidentale: 02-A003255249
- SNAC: w61g8ck5
- Système universitaire de documentation: 077721195
- Virtual International Authority File: 61735755
- WorldCat: E39PBJq6Rrc7v9HKKJm6xxRHYP